# リゾート会員権

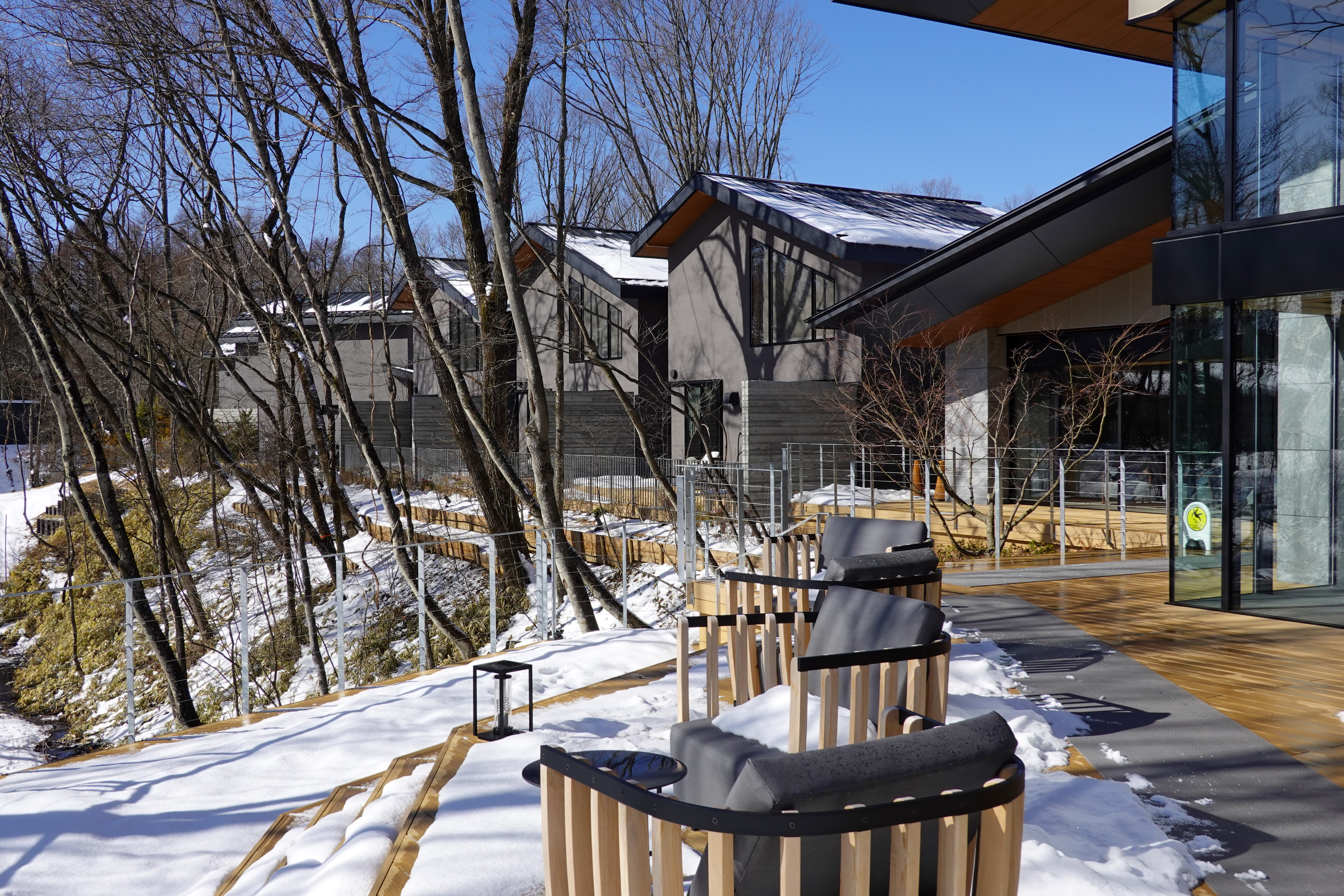
会員制リゾート施設「東急ハーヴェストクラブ VIALA軽井沢 Retreat garden」

リゾート会員権（リゾートかいいんけん）は、リゾート施設の会員制利用権を証券化したものである。

## 概要
ゴルフ会員権の対象がゴルフ場のプレー利用権であるのに対し、リゾート会員権は会員制リゾート（リゾートホテル・コンドミニアムやリゾートマンション・貸別荘等）における滞在（宿泊）利用権である。
形態によって、分譲マンションの購入と同じく特定の一部屋を区分所有するものや、滞在施設全体または居室の区分所有を細分化して複数の会員が部屋を共有するルームシェア、あるいは、ゴルフ会員権と同じく運営会社が（不動産）施設の所有権を保持し、純粋に利用権だけを付与するものに大別される。区分所有権を持たずに、自社ホテルの割引サービスを目的としたクラブ（フジタルーデンスクラブ）や年間の利用日数が予め確定しているタイムシェア型（東急シェアリング）などは後者の形態が多い。
会員制リゾート施設は余暇を謳歌して過ごすことを念頭にプール・温泉やレストランなどの付随設備が充実し、他の会員権同様に限られた者が利用できるという「ステイタス」（社会的地位）の誇示が得られる。リゾート会員権を発行する運営企業・デベロッパーは、こういった利点を示して会員を募る。
会員権の性質上、会員権本体の価格に加え、運営企業に対して年会費の支払いが生ずる。施設の利用にはゴルフ会員権でのプレーと同じく、1泊毎に室料（ルームチャージ）が発生するものが殆どである。部屋を共有するホテルや貸別荘ではマンスリーマンションのように滞在終了時に清掃料が別途請求されるものもある。「施設」を区分所有する場合、物件の評価額に応じた固定資産税の納税が必要となる。
別荘は自宅同様に部屋の掃除や建物の修繕・庭の手入れなどオーナーの管理が必要であるが、リゾート施設におけるルームチャージなどサービス費用の負担が無いため、長期間の滞在用途では別荘が有利であるなどそれぞれ一長一短である。
開発にともなう新規売出（販売）価格は初期投資額の回収のため相当高額であるが、権利の譲渡が可能な物件では専門業者による流通市場と時価が存在し、好況期には投機対象にもなる。施設の利用価値や人気度（需要）が下がると流通市場では価値が低下する。譲渡にはクラブに対し名義書換や区分所有者の移転登記と譲受人の審査が必要である。
運営会社が倒産すると、預託金制の会員権は法的整理の過程で返還金が大幅に削減される。最悪スポンサーが現れず破産などで施設が閉鎖された場合は利用権も失われ無価値となる。
日本では1980年代より、国内で地価が低い地方部（観光地や保養地）において広大な敷地に富裕層を対象とするリゾート施設の開発に躍起となり出回るようになった。銀行や信用金庫、ノンバンクの融資によって開発・造成し、会員権の販売で集まった資金や転売益によって開発資金を償還・運営するのである。

総合保養地域整備法の制定やバブル経済の煽りで開発された物件は、潤沢な資金を注ぎ込み採算を度外視にした豪華な施設であるものが多く、その大半は融資金の焦げ付き（貸倒）により開発企業が倒産し、融資した金融機関も不良債権の積み増しにより破綻した連鎖的な一因となっている。ゴルフ・リゾートといった分野の不動産融資に傾倒した北海道拓殖銀行・日本長期信用銀行・東京相和銀行・中部銀行などが代表例である。

バブル経済期以前に新発されたものは、将来の販売数の増加や内部留保・積立金の運用益、転売による値上がり益などを甘く見積もり、契約から20年など相当期間を経過すると売主に権利金の一部償還を求めることができる条項が付されていたものもあり、その支払いが困難として破綻した企業もある（アルファリゾート・トマムの開発主体である関兵精麦など）。
バブル景気の頃に勃興したリゾート施設が平成不況の折に閉鎖されるなどして会員や地域経済に対する社会問題も発生した。所有権の売買が伴う契約は不動産部分に対して宅地建物取引業法が適用されるが、リゾート会員権を直接規制をする法律は存在せず、契約に際して説明が不十分であったり、付随して債権回収などの甘言に乗り二次被害に遭うなどのトラブルも国民生活センターに寄せられている。このため、リゾート会員権の購入に際しては施設の優劣や運営体制の良し悪しだけではなく、運営企業の信頼性をも考慮しなくてはならない。

### 主な会員制リゾート
- エクシブ - リゾートトラストが運営
- 東急ハーヴェストクラブ - 東急リゾートが運営
- サンクチュアリコート
- ザ グラン リゾート
- サンダンス・リゾートクラブ
- セラヴィリゾート泉郷

## 海外
アメリカやオセアニアでは日本より先行してリゾート開発が進められたこともあり、日本人向けにハワイ・グアム・ゴールドコーストなどビーチリゾートに立地するコンドミニアムやホテルといったリゾート会員権の販売を国内で総合商社や専門会社が媒介する形で行われている。ただし、当該国の査証によって滞在期間が制限され、永住権の取得や帰化しなければ長期滞在する事が出来ないのが原則である。